# Cabrerets
Cabrerets ist eine französische Gemeinde im Département Lot in der Region Okzitanien (zuvor Midi-Pyrénées). Der kleine, 222 Einwohner (Stand 1. Januar 2022) zählende Ort liegt im Tal des Célé und ist Teil des Regionalen Naturparks Causses du Quercy. Im Gebiet der Gemeinde befindet sich die bedeutende prähistorische Grotte Pech Merle. Durch Cabrerets führt die Célé-Variante des französischen Jakobsweges Via Podiensis. Diese Variante ist als Fernwanderweg GR 651 gekennzeichnet.

## Geografie
Cabrerets (früher auch: Cabreres) liegt am südwestlichen Rand des Zentralmassives am Ufer des Célé, eines rechten Nebenflusses des Lot, nur circa zwei Kilometer vor der Mündung in den Lot.
Das Dorf zieht sich entlang des Flusses und wird teilweise von den überhängenden Kalkklippen des Célé-Tals überragt. Beherrscht wird das Dorf durch die Burg Château de Biron. Die nächste Stadt ist Cahors, welche man durch das Tal von Célé und Lot in westlicher Richtung über die D41, D662 und D663 nach circa 32 Straßenkilometern erreicht. Die nächsten französischen Großstädte sind Toulouse (102 km) im Süden, Bordeaux (181 km) im Nordwesten und Montpellier (203 km) im Südosten.

## Geschichte
Bereits in prähistorischer Zeit war das Gebiet um Cabrerets von Menschen bevölkert, die die Höhlen in den Klippen über dem Célé als Unterschlupf nutzten. Bekannt ist vor allem die Grotte Pech Merle mit ihren Höhlenmalereien und dem angeschlossenen Prähistorischen Museum. Die Burg des Dorfes wurde 1259 erstmals urkundlich als Besitz der Herren von Barasc erwähnt, einem aus Béduer stammenden Adelsgeschlecht. Während des Hundertjährigen Krieges wurde sie 1380 von den Engländern erobert. Daher stammt auch der heutige Name Château des Anglais. Zehn Jahre später wurde sie durch  Johannes von Hébrard, Herr von Saint-Sulpice, zurückerobert und zerstört. Noch im 14. Jahrhundert entstand eine neue Burg, Château de Biron, welche im 16. Jahrhundert umgebaut wurde und dem Marschall, Herzog Charles de Gontaut, gehörte. Im 19. Jahrhundert wurde das Schloss von Graf Murat erworben, der sich zur Wiederherstellung und Erhaltung des Gebäudes verpflichtete.

## Bevölkerungsentwicklung
| Jahr                       | 1962 | 1968 | 1975 | 1982 | 1990 | 1999 | 2007 | 2018 |
| Einwohner                  | 290  | 242  | 236  | 213  | 191  | 203  | 231  | 228  |
| Quellen: Cassini und INSEE |      |      |      |      |      |      |      |      |

## Jakobsweg (Via Podiensis)
Im Ort bzw. an der Grotte Pech Merle gibt es eine Pilgerherberge (französisch: Gîte d'étape), mehrere Hotels und wenige Privatzimmer (französisch: Chambre d'Hôtes), sowie einen Campingplatz. Die Variante GR 651 führt vorbei an der Grotte Pech Merle, überquert bei Saint-Cirq-Lapopie das Lot-Tal und vereinigt sich zwischen Limogne-en-Quercy und Varaire wieder mit dem GR 65. Als Straßenverbindung führt die D41 parallel zum Jakobsweg ins Lot-Tal und dann entlang der D662 bis zur Straßenbrücke über den Lot, welche zum Bergdorf Saint-Cirq-Lapopie führt.

## Sehenswürdigkeiten
- Die Dolmen du Mas d’Arjac

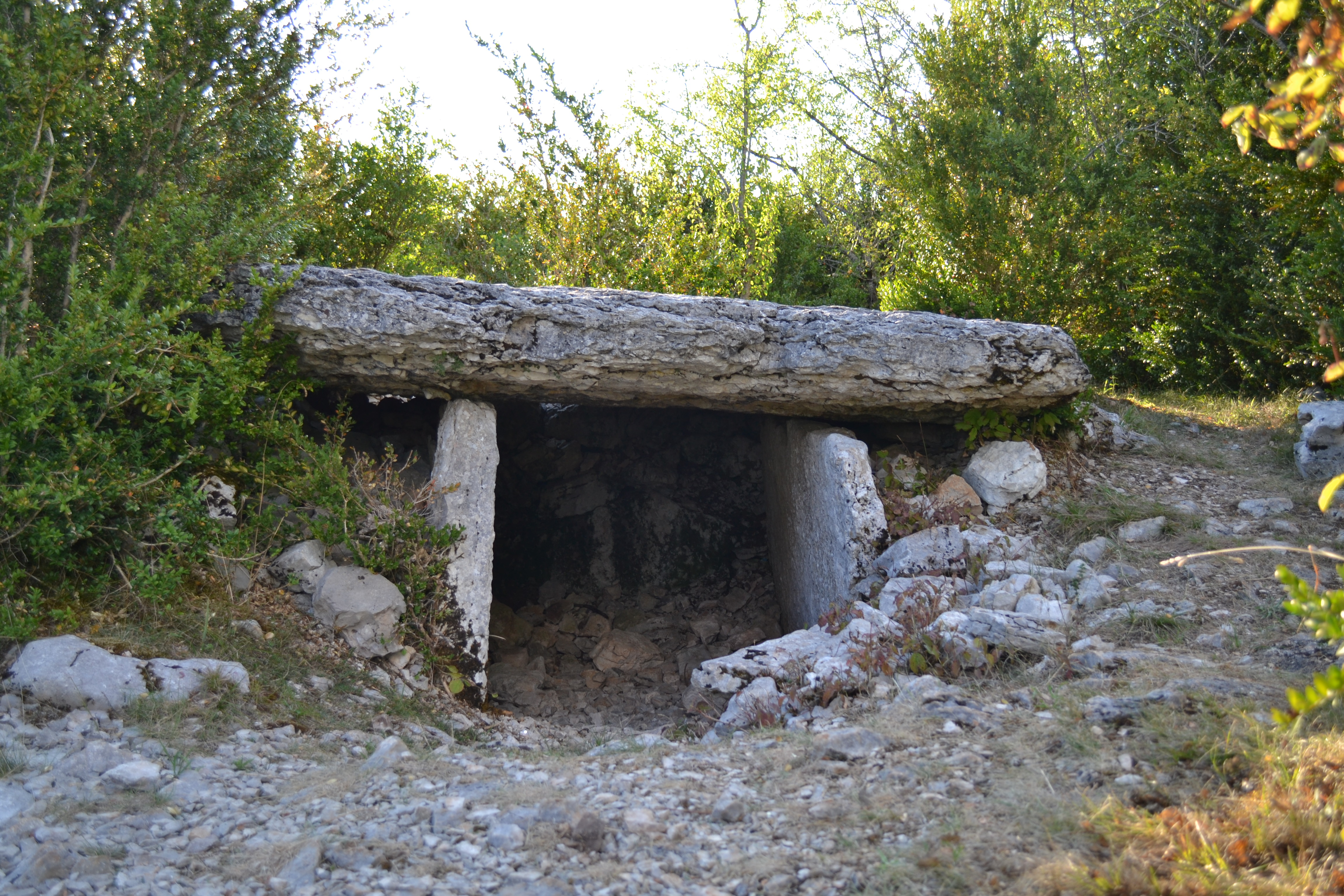
Dolmen 1 von Mas d’Arjac

- Die Grotte Pech Merle (französisch Grotte du Pech Merle) beherbergt eine große Ausstellung zur Altsteinzeit. Auf einer Strecke von 1200 Metern werden Mammuts, Bisons, Pferde und menschliche Figuren gezeigt. Weiterhin können prähistorische Zeichnungen besichtigt werden.
- Die archäologische Stätte Grotte du Cantal ist eine 160 Meter lange Höhle mit prähistorischen Zeichnungen.
- Im Schloss Cabrerets stammen die heute noch erhaltenen Teile aus dem frühen 16. bzw. 17. Jahrhundert.
- Les Quatre Routes heißen ein Dolmen und ein Menhir östlich von Cabrerets.